# Мегалесия

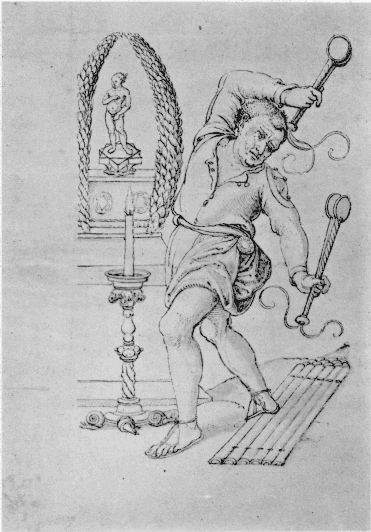
Иллюстрация месяца апреля, основанная на Хронографе 354 года. Возможно здесь изображён жрец-галл или актёр, исполняющий роль во время празднования мегалесии

Мегале́сия (лат. Megalesia, также Megalensia или Megalenses Ludi) — древнеримский праздник в честь богини Кибелы, известной римлянам как Великая Мать. Проходил с 4 по 10 апреля. Название праздника происходит от греческого megale (др.-греч. μϵγάλη), что означает «великий».

### Предыстория
Культ Кибелы возник в Риме в 204 году до н. э. Римляне позаимствовали его из Пессинунта, откуда также прибыли жрецы богини Галлы. Как «Великая Мать Богов» и предполагаемая троянская богиня ― а именно из Трои, по преданию, вели своё происхождение патриции Рима, Кибела стала покровительницей римлян в их войне против Карфагена. Её появление в Риме было торжественно отмечено великолепной процессией, священным празднеством (lectisternia), играми и подношениями в храме Виктории на Палатинском холме, где временно был помещён её образ . В 203 году началась постройка храма Кибелы. В 193 году проходили игры в её честь. Регулярное ежегодное празднование мегалесии началось в 191 году, когда было завершено строительство храма и его торжественное освящение при участии консула Марка Юния Брута.

### Праздник
Мегалесия начиналась 4 апреля, в годовщину прибытия Кибелы в Рим. Точный ход празднества неясен, но он включал в себя ludi scaenici (пьесы и другие театральные постановки, основанные на религиозных темах), которые вероятно, проходили на ступенях к её храму; некоторые из этих пьес были при этом сочинены известными драматургами. 10 апреля изображение Кибелы во время публичного шествия переносилось в Большой цирк и в честь богини проводились гонки на колесницах. Ипподром можно было увидеть с порога её храма, а на разделительном барьере у ипподрома постоянно стояла статуя Великой Матери, где Кибела сидела на спине льва. Богиня как бы могла наблюдать за праздниками, проводимыми в её честь. 